# 内藤弥二郎
内藤 弥二郎（ないとう やじろう）は、戦国時代の武将。大内氏家臣。父は内藤興盛。母は内藤弘矩の娘。幼名は弟法師。

## 生涯
長門国守護代を務める大内氏重臣・内藤興盛の四男として生まれ、大内義隆に仕える。
年は不明だが、安芸国の権太郎橋において戦死。

## 系譜
- 父：内藤興盛（1495-1554） - 内藤氏当主。長門国守護代。
- 母：内藤弘矩の娘